# دم‌بادبزنی مالایتا
دم‌بادبزنی مالایتا (نام علمی: Rhipidura malaitae) نام یک گونه از سرده دم‌بادبزنی است.